# Nemoura brevipennis
Nemoura brevipennis är en bäcksländeart som beskrevs av Martynov 1928. Nemoura brevipennis ingår i släktet Nemoura och familjen kryssbäcksländor. Inga underarter finns listade i Catalogue of Life.